# Satellite Awards 2008
Die 13. Verleihung der US-amerikanischen Satellite Awards, welche die International Press Academy (IPA) jedes Jahr in verschiedenen Film- und Medienkategorien vergibt, fand am Sonntag, den 14. Dezember 2008, in Los Angeles statt. Bei den 13. Satellite Awards wurden Filme und Serien des Jahres 2008 geehrt.

## Sonderauszeichnungen
- Auteur Award (für eine einzigartige Kontrolle über die Filmproduktionselemente) – Baz Luhrmann
- Mary Pickford Award (für herausragende Beiträge zur Entertainment-Branche) – Louis Gossett Jr.
- Tesla Award (für innovative Leistungen in der Filmproduktion) – Rick Baker

## Gewinner und Nominierte im Bereich Film
| Film                                    | N | A |
| --------------------------------------- | - | - |
| Australia                               | 9 | 3 |
| Slumdog Millionär                       | 6 | 3 |
| Milk                                    | 6 | 0 |
| The Dark Knight                         | 5 | 1 |
| Ein Quantum Trost                       | 5 | 1 |
| Zeiten des Aufruhrs                     | 5 | 1 |
| Frost/Nixon                             | 5 | 0 |
| WALL·E – Der Letzte räumt die Erde auf  | 4 | 1 |
| Der seltsame Fall des Benjamin Button   | 4 | 0 |
| Der Vorleser                            | 4 | 0 |
| Wiedersehen mit Brideshead              | 4 | 0 |
| Ein Sommer in New York – The Visitor    | 3 | 2 |
| Die Herzogin                            | 3 | 1 |
| Iron Man                                | 3 | 1 |
| Choke – Der Simulant                    | 3 | 0 |
| Frozen River                            | 3 | 0 |
| Glaubensfrage                           | 3 | 0 |
| Nick und Norah – Soundtrack einer Nacht | 3 | 0 |

### Bester Film (Drama)
Slumdog Millionär 
- Frost/Nixon
- Frozen River
- Milk
- Der Vorleser
- Zeiten des Aufruhrs

### Bester Film (Komödie/Musical)
Happy-Go-Lucky 
- Choke – Der Simulant
- Brügge sehen… und sterben?
- Nick und Norah – Soundtrack einer Nacht
- Tropic Thunder
- Vicky Cristina Barcelona

### Bester Hauptdarsteller (Drama)
Richard Jenkins – Ein Sommer in New York – The Visitor 
Leonardo DiCaprio – Zeiten des Aufruhrs
Frank Langella – Frost/Nixon
Sean Penn – Milk
Mickey Rourke – The Wrestler
Mark Ruffalo – What Doesn’t Kill You

### Beste Hauptdarstellerin (Drama)
Angelina Jolie – Der fremde Sohn 
Anne Hathaway – Rachels Hochzeit
Melissa Leo – Frozen River
Meryl Streep – Glaubensfrage
Kristin Scott Thomas – So viele Jahre liebe ich dich
Kate Winslet – Der Vorleser

### Bester Hauptdarsteller (Komödie/Musical)
Ricky Gervais – Wen die Geister lieben 
Josh Brolin – W. – Ein missverstandenes Leben
Michael Cera – Nick und Norah – Soundtrack einer Nacht
Brendan Gleeson – Brügge sehen… und sterben?
Sam Rockwell – Choke – Der Simulant
Mark Ruffalo – Brothers Bloom

### Beste Hauptdarstellerin (Komödie/Musical)
Sally Hawkins – Happy-Go-Lucky 
Kat Dennings – Nick und Norah – Soundtrack einer Nacht
Catherine Deneuve – Ein Weihnachtsmärchen
Lisa Kudrow – Kabluey
Debra Messing – Nothing Like the Holidays
Meryl Streep – Mamma Mia!

### Bester Nebendarsteller
Michael Shannon – Zeiten des Aufruhrs 
Robert Downey Jr. – Tropic Thunder
James Franco – Milk
Philip Seymour Hoffman – Glaubensfrage
Heath Ledger – The Dark Knight
Rade Šerbedžija – Fugitive Pieces

### Beste Nebendarstellerin
Rosemarie DeWitt – Rachels Hochzeit 
Penélope Cruz – Elegy oder die Kunst zu lieben
Anjelica Huston – Choke – Der Simulant
Beyoncé – Cadillac Records
Sophie Okonedo – Die Bienenhüterin
Emma Thompson – Wiedersehen mit Brideshead

### Bester Dokumentarfilm
Anita O'Day: The Life of a Jazz Singer 

 Man on Wire 
- Encounters at the End of the World
- Pray the Devil Back to Hell
- Religulous
- Waltz with Bashir

### Bester fremdsprachiger Film
Gomorrha – Reise in das Reich der Camorra (Gomorrha), Italien
- Caramel (Sukkar banat), Frankreich/Libanon
- Die Klasse (Entre les murs), Frankreich
- So finster die Nacht (Låt den rätte komma in), Schweden
- Auf Anfang (Reprise), Norwegen
- Padre Nuestro, Argentinien

### Bester Film (Animationsfilm oder Real-/Animationsfilm)
WALL·E – Der Letzte räumt die Erde auf 
- Bolt – Ein Hund für alle Fälle
- Horton hört ein Hu!
- The Sky Crawlers
- Despereaux – Der kleine Mäuseheld
- Waltz with Bashir

### Beste Regie
Danny Boyle – Slumdog Millionär 
Stephen Daldry – Der Vorleser
Ron Howard – Frost/Nixon
Tom McCarthy – Ein Sommer in New York – The Visitor
Christopher Nolan – The Dark Knight
Gus Van Sant – Milk

### Bestes adaptiertes Drehbuch
Frost/Nixon – Peter Morgan
- Der seltsame Fall des Benjamin Button – Eric Roth und Robin Swicord
- Glaubensfrage – John Patrick Shanley
- Elegy oder die Kunst zu lieben – Philip Roth
- Der Vorleser – David Hare
- Zeiten des Aufruhrs – Justin Haythe
- Slumdog Millionär – Simon Beaufoy

### Bestes Originaldrehbuch
Ein Sommer in New York – The Visitor – Tom McCarthy
- Australia – Baz Luhrmann
- Frozen River – Courtney Hunt
- Milk – Dustin Lance Black
- Sieben Leben – Grant Nieporte

### Beste Filmmusik
Slumdog Millionär – A. R. Rahman
- Australia – David Hirschfelder
- Horton hört ein Hu! – John Powell
- Milk – Danny Elfman
- Ein Quantum Trost – David Arnold
- WALL·E – Der Letzte räumt die Erde auf – Thomas Newman

### Bester Filmsong
Another Way to Die von Jack White – Ein Quantum Trost 
- By the Boab Tree von Baz Luhrmann, Felix Meagher, Anton Monsted, Angela Little und Schuyler Weiss – Australia
- If the World von Axl Rose und Chris Pitman – Der Mann, der niemals lebte
- Jai Ho von A. R. Rahman und Gulzar – Slumdog Millionär
- Down to Earth von Peter Gabriel und Thomas Newman – WALL·E – Der Letzte räumt die Erde auf
- The Wrestler von Bruce Springsteen – The Wrestler

### Beste Kamera
Australia – Mandy Walker
- Wiedersehen mit Brideshead
- Der fremde Sohn
- Der seltsame Fall des Benjamin Button
- Die Herzogin
- Snow Angels

### Beste Visuelle Effekte
Australia – Chris Godfrey, James E. Price und Diana Giorgiutti
- The Dark Knight
- Der Tag, an dem die Erde stillstand
- Iron Man
- Ein Quantum Trost

### Bester Filmschnitt
Iron Man – Dan Lebental und Glen Scantlebury
- Australia
- The Dark Knight
- Frost/Nixon
- Ein Quantum Trost
- Slumdog Millionär

### Bester Tonschnitt
The Dark Knight – Richard King, Lora Hirschberg und Gary Rizzo
- Australia
- Der Tag, an dem die Erde stillstand
- Iron Man
- Ein Quantum Trost
- WALL·E – Der Letzte räumt die Erde auf

### Bestes Szenenbild
Australia – Catherine Martin, Ian Gracie, Karen Murphy und Beverley Dunn
- Wiedersehen mit Brideshead
- City of Ember – Flucht aus der Dunkelheit
- Der seltsame Fall des Benjamin Button
- Die Herzogin
- Zeiten des Aufruhrs

### Bestes Kostümdesign
Die Herzogin – Michael O’Connor
- Australia
- Wiedersehen mit Brideshead
- City of Ember – Flucht aus der Dunkelheit
- Der seltsame Fall des Benjamin Button
- Sex and the City – Der Film

## Gewinner und Nominierte im Bereich Fernsehen
| Serie                             | N | A |
| --------------------------------- | - | - |
| John Adams – Freiheit für Amerika | 4 | 1 |
| Recount                           | 4 | 0 |
| Brotherhood                       | 3 | 1 |
| Dexter                            | 3 | 1 |
| 30 Rock                           | 3 | 0 |
| Bernard and Doris                 | 3 | 0 |
| In Treatment – Der Therapeut      | 3 | 0 |
| Mad Men                           | 3 | 0 |
| Pushing Daisies                   | 3 | 0 |

### Beste Fernsehserie (Drama)
Dexter 
- Brotherhood
- In Treatment – Der Therapeut
- Life on Mars
- Mad Men
- Primeval – Rückkehr der Urzeitmonster

### Beste Fernsehserie (Komödie/Musical)
Tracey Ullman's State of the Union 
- 30 Rock
- The Colbert Report
- It’s Always Sunny in Philadelphia
- Pushing Daisies
- Skins

### Beste Miniserie
Cranford 
- John Adams – Freiheit für Amerika
- The Last Enemy

### Bester Fernsehfilm
Filth: The Mary Whitehouse Story 
- The Memory Keeper's Daughter
- Bernard and Doris
- God on Trial
- Recount
- 24: Redemption

### Bester Darsteller in einer Serie (Drama)
Bryan Cranston – Breaking Bad 
Gabriel Byrne – In Treatment – Der Therapeut
Michael C. Hall – Dexter
Jon Hamm – Mad Men
Jason Isaacs – Brotherhood
David Tennant – Doctor Who

### Beste Darstellerin in einer Serie (Drama)
Anna Paquin – True Blood 
Glenn Close – Damages – Im Netz der Macht
Kathryn Erbe – Law and Order: Criminal Intent
Holly Hunter – Saving Grace
Sally Field – Brothers & Sisters
Kyra Sedgwick – The Closer

### Bester Darsteller in einer Serie (Komödie/Musical)
Justin Kirk – Weeds – Kleine Deals unter Nachbarn 
Alec Baldwin – 30 Rock
Danny Devito – It’s Always Sunny in Philadelphia
David Duchovny – Californication
Jonny Lee Miller – Eli Stone
Lee Pace – Pushing Daisies

### Beste Darstellerin in einer Serie (Komödie/Musical)
Tracey Ullman – Tracey Ullman's State of the Union 
Christina Applegate – Samantha Who?
America Ferrera – Alles Betty!
Tina Fey – 30 Rock
Julia Louis-Dreyfus – The New Adventures of Old Christine
Mary-Louise Parker – Weeds – Kleine Deals unter Nachbarn

### Bester Darsteller in einer Miniserie oder einem Fernsehfilm
Paul Giamatti – John Adams – Freiheit für Amerika 
Benedict Cumberbatch – The Last Enemy
Ralph Fiennes – Bernard and Doris
Stellan Skarsgård – God on Trial
Kevin Spacey – Recount
Tom Wilkinson – Recount

### Beste Darstellerin in einer Miniserie oder einem Fernsehfilm
Judi Dench – Cranford 
Jacqueline Bisset – An Old Fashioned Thanksgiving
Laura Linney – John Adams – Freiheit für Amerika
Phylicia Rashad – A Raisin in the Sun
Susan Sarandon – Bernard and Doris
Julie Walters – Filth: The Mary Whitehouse Story

### Bester Nebendarsteller
Nelsan Ellis – True Blood 
Željko Ivanek – Damages – Im Netz der Macht
Harvey Keitel – Life on Mars
John Noble – Fringe – Grenzfälle des FBI
John Slattery – Mad Men
Jimmy Smits – Dexter

### Beste Nebendarstellerin
Fionnula Flanagan – Brotherhood 
Kristin Chenoweth – Pushing Daisies
Laura Dern – Recount
Sarah Polley – John Adams – Freiheit für Amerika
Dianne Wiest – In Treatment – Der Therapeut
Chandra Wilson – Grey’s Anatomy